# 溴酸钬
溴酸钬是一种无机化合物，化学式为Ho(BrO3)3。它可由硫酸钬和溴酸钡在热的水溶液中反应得到，从溶液中可以结晶出九水合物。它的九水合物以正交晶系Cmcm空间群结晶，21 °C时的晶胞参数为a=11.699，b=20.263，c=6.671 Å，V=1581.4 Å3。